# NGC 6481
NGC 6481 — группа звёзд в созвездии Змееносец.
Этот объект входит в число перечисленных в оригинальной редакции «Нового общего каталога».